# Harvey Spencer Lewis

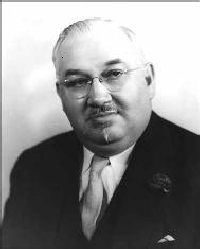
Harvey Spencer Lewis gründete den AMORC

Harvey Spencer Lewis (Pseudonym: Wishar Spenle Cervé) (* 25. November 1883 in Frenchtown, New Jersey; † 2. August 1939) war ein US-amerikanischer Journalist, Okkultist und Parapsychologe. Er gründete 1915 den Rosenkreuzer-Orden Antiquus Mysticusque Ordo Rosæ Crucis (AMORC) und blieb zeitlebens dessen erster Vorsitzender.

## Leben
Harvey Spencer Lewis wurde im US-Bundesstaat New Jersey in einem methodistischen Elternhaus geboren. Sein Vater Aaron Lewis und seine Mutter Katharina Lewis (geb. Hoffmann) waren von Beruf Lehrer. Über die Herkunft der beiden liegen widersprüchliche Berichte vor. So teilte H.S. Lewis im Februar 1916 im „American Rosae Crucis“ mit, dass er von einem alten walisischen Adelsgeschlecht abstamme und seine Mutter deutsche Wurzeln habe. Im Februar 1998 konnte man hingegen dem AMORC-Forum Nr. 1 entnehmen, H.S. Lewis sei „Nachkomme früherer rosenkreuzerischer Siedler“ in Amerika der „aus seiner Berechnung und der Überlieferung seiner Familie“ wusste, dass der Zeitpunkt für eine Wiedergeburt des amerikanischen Rosenkreuzertums gekommen sei. Seine Schulzeit verbrachte er auf einem New Yorker College.
Lewis  wurde Mitglied der Methodisten unter Pastor Parks Cadman. Dann arbeitete er als Journalist für den New York Herald. 1903 heiratete er Amelia Goldsmith. Aus der Ehe ging der Sohn Ralph Maxwell hervor. In zweiter Ehe war er mit Martha Mortier verheiratet. Im Zuge des New Thought begann sich Spencer Lewis für den Spiritismus und Okkultismus zu interessieren. Noch vor seinem 21. Geburtstag sei er „editor of the two leading occult journals of this century“ gewesen. In diesem Zusammenhang steht wahrscheinlich die Gründung des New York Institute for Psychical Research, im Jahre 1904 dessen Präsident er war. 1920 konnte er durch den Kredit eines Kerzenproduzenten ein Geschäft eröffnen, dass jedoch scheiterte und einen erneuten Umzug nach Tampa (Florida) nach sich zog.

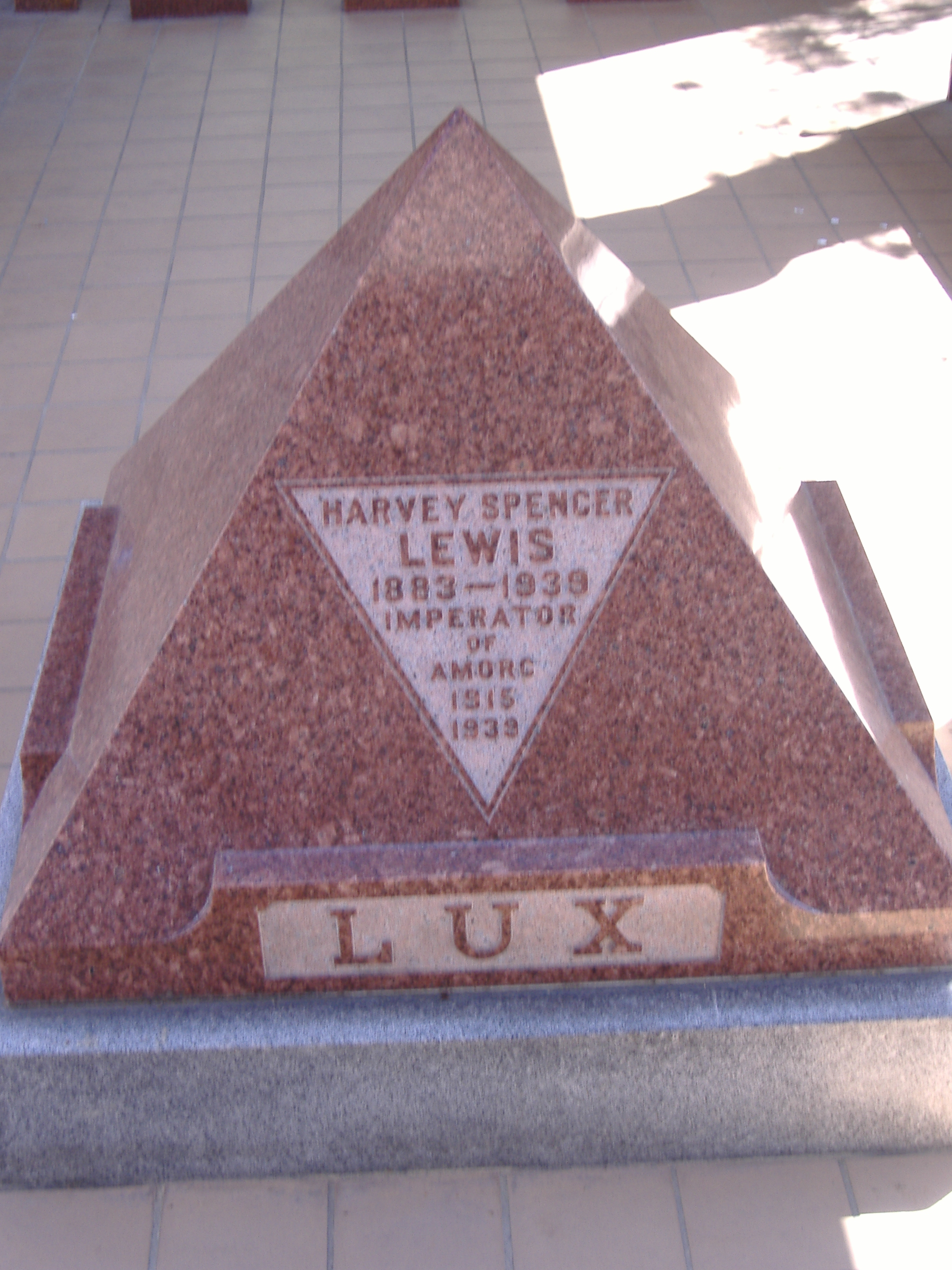
Das Grabmal von H.S. Lewis

Als Lewis am 2. August 1939 verstarb, übernahm sein am 14. Februar 1904 in New York geborener Sohn Ralph M. Lewis die Führung des von ihm gegründeten AMORC.

## Gründung des AMORC
1909 soll Lewis in Frankreich Kontakt zu dem Vorläufer des Ordre Kabbalistique de la Rose-Croix gehabt haben, durch den auch der spätere Wegbereiter der französischen Rosenkreuzer-Bewegung Joséphin Péladan zum Rosenkreuzertum fand. Lewis Schilderungen zufolge ist dessen Einweihung in Toulouse unter sehr mysteriösen Umständen zustande gekommen. Im Februar 1915 gründete Lewis den Antiquus Mysticusque Ordo Rosæ Crucis (AMORC, „Alter und mystischer Orden vom Rosenkreuz“) in New York.

### Anfangszeit in New York City (1915–1918)
1916 stellte Lewis seine okkulten Kräfte unter Beweis, als er sich in einer öffentlichen New Yorker Show-Veranstaltung als alchemistischer Goldmacher präsentierte und vor den Augen der Zuschauer ein Stück Zink binnen 16 Minuten in ein Goldstück verwandelte, indem er sich mit „einer wenig bekannten Geisteskraft (darauf) konzentriert hatte“. Derartige Transmutations-Fähigkeiten und vom AMORC kolportierten Ansprüche stellen eine Besonderheit unter den Neo-Rosenkreuzern dar, denn an der materiellen Goldmacherei haben sich zwar jahrhundertelang viele vergeblich versucht, doch nur Harvey Spencer Lewis ist dieses Kunststück angeblich auch gelungen.
Am 18. Juni 1918 wurde Lewis im Rahmen einer von der Polizei durchgeführten Hausdurchsuchung des AMORC-Hauptquartiers in New York verhaftet. Ihm wurde Betrug und der Verkauf zweifelhafter Bücher vorgeworfen. Von einer Anklage wurde später abgesehen. Lewis verlegte kurz darauf den Hauptsitz von AMORC nach San Francisco.
Wie in vielen anderen esoterischen Gruppen üblich, suchte Lewis nach einer Möglichkeit seinen AMORC mit einem christlichen Kultus zu verbinden. Diese Gelegenheit bot sich ihm mit der Kirche „Pristine Church of the Rose Cross“ in der Lewis Bischof wurde. Diese Partnerschaft endete nach wenigen Jahren, da sie nicht zu seiner areligiösen AMORC-„Bruderschaft“ passte, weshalb ca. 1.000 Mitglieder geschlossen aus dem AMORC austraten.

### Phase in San Francisco und Tampa (1918–1927)
1925 fand Lewis erneut einen Geldgeber der es ihm ermöglichte eine von Palmen umstandene Pyramide im ägyptischen Stil zu bauen. Dieses Areal wurde dann für ausgiebige Werbekampagnen genutzt, was die Mitgliederzahl des AMORC beträchtlich erhöhte.
1927 kaufte Lewis ein Grundstück in San José (Kalifornien) zur Errichtung des neuen AMORC-Hauptquartiers. Das Areal wurde „Rosicrucian Park“ genannt und war lange Zeit die internationale Zentrale des Amorc. Auf dem Gelände wurden Gebäude im ägyptischen Stil und das Rosicrucian Egyptian Museum errichtet, die zu den Touristenattraktionen von San José gehörten. 1934 wurden zusätzlich eine Bücherei, ein Studienzentrum und ein Planetarium eröffnet.

### Alleinvertretungsanspruchs des AMORC
In akribischer literarischer Kleinarbeit machte R.S. Clymer als Begründer des Fraternitas Rosae Crucis dem AMORC den Alleinvertretungsanspruch für das Rosenkreuzertum des amerikanischen Marktes streitig.  So hatte der „Rosenkreuzer-Konkurrent“ Clymer herausgefunden, dass es sich bei den angeblich historischen Rosenkreuzer-Weisheiten des AMORC um Plagiate und Fälschungen handelte, was Clymer anhand von Vergleichen der Original-Zitate mit den AMORC-Schriften detailliert nachwies. Nachdem sich der AMORC immer heftigerer Kritik konkurrierender Rosenkreuzer-Gruppen, insbesondere seitens der Fraternitas Rosae Crucis, ausgesetzt sah, wurde Lewis schließlich von Clymer direkt angegriffen, in dem dieser die historische Kontinuität des AMORC bestritt, da Lewis das rosenkreuzerische Alleinvertretungsrecht bisher für sich beanspruchte.

### Gründung der FUDOSI
Um den rosenkreuzlerischen Alleinvertretungsanspruch für den amerikanischen Markt, den Clymer aus der Bloßstellung des AMORC für sich in Anspruch nahm, anzufechten, gründete Lewis den Dachverband FUDOSI, um sich zur Stärkung seiner Autorität von seiner FUDOSI-Gesellschaft eine Berechtigungsurkunde für die Legitimität seines AMORC ausstellen zu lassen. In der von den „befreundeten“ Initiatenorden ausgestellten FUDOSI-Urkunde wurde nun dokumentiert, dass Lewis AMORC der einzig autorisierte echte alte Rosenkreuzerbund in Nord- und Südamerika sei. Fortan bezeichnete Lewis alle nicht in seinem FUDOSI organisierten Rosenkreuzer- und Initiatenorden als unauthentisch, und außerhalb der von ihm imaginierten Sukzessions- und Traditionskette stehend.

## Kontakte zu anderen esoterischen Orden
Bereits 1921 bestand zwischen Theodor Reuß und Lewis ein wechselseitiger Briefverkehr. Reuß sah in Lewis die einmalige Chance seine drei Orden, den Memphis-Misraim Ritus sowie Alten und Angenommenen Ritus von Cerneau  und OTO, jenseits des Atlantiks aufbauen zu können. Dafür wurde Lewis von Reuß im Jahre 1921 mittels einer Charta in den VII° des OTO erhoben sowie in den 33° des Schottischen Ritus, 90° des Memphis-Ritus und 95° des Misraim-Ritus eingeweiht (siehe Grad (Freimaurerei) und Memphis-Misraïm-Ritus). Laut dieser Charta wurde er zum Ehrenmitglied des Souveränen Sanktuariums der Schweiz, Deutschlands und Österreichs ernannt. Die Titel, die er von Reuß verliehen bekam, waren nur Ehrentitel, da er nie in den Memphis-Misraim-Ritus oder OTO initiiert wurde. Sie erfüllten lediglich eine Botschafterfunktion zwischen AMORC und Reuß OTO.
Außerdem versuchten beide die Zusammenarbeit zwischen amerikanischen und europäischen Rosenkreuzern weiter zu verstärken. Das erklärte Ziel war die weltweite Verbindung aller rosenkreuzerischen Aktivitäten unter einem Dachverband namens TAWUC - The AMORC World Union Council.
Etwa um 1934 wird er in Frankreich in den Ordre Martiniste Traditionnel (TMO) initiiert.
Im August 1935 wurde Lewis von Aleister Crowley kontaktiert. Crowley bot in einem Schreiben seine Unterstützung an, ihn gegen die öffentlichen Angriffe von Reuben Swinburne Clymer zu unterstützen. Clymer, der einen eigenen Rosenkreuzerorden mit Namen Fraternitas Rosæ Crucis führte, verunglimpfte in mehreren Schreiben die Lehren des von Lewis gegründeten AMORC. Des Weiteren griff er auch Crowley an, den er als Schwarzmagier bezeichnete. Die Streitigkeiten wurden schließlich vor Gericht ausgetragen und endeten mit einer Niederlage für Clymer.
Im Laufe der Zeit wurde jedoch ersichtlich, dass Crowleys Absichten eher darauf abzielten seine aufgelaufenen Schulden über einen neuen Orden abzudecken, nachdem er mit dem Zusammenbruch seines Astrum Argenteum recht erfolglos war. Als zudem noch klar wurde, dass Crowley am 25. Oktober 1921 durch Reuß aus dem OTO geworfen wurde, musste auch Crowley schnell einsehen, dass sämtliche Bereitschaft für eine finanzielle Zusammenarbeit nicht mehr gegeben war. Mit einer List versuchte er Lewis jedoch klarzumachen, dass er seit dem Tod von Reuß das Oberhaupt des OTO (OHO - Outer Head of the Order) in Amerika wäre und berief sich auf die von Reuß ausgestellte Charta und dass die Anerkennung des AMORC als rechtmäßiger Rosenkreuzerorden nur über dieses Schreiben gewährleistet werde. Crowley wollte über die Charta von Reuß Besitzansprüche gegenüber AMORC geltend machen. Zudem wies Crowley darauf hin, dass AMORC Schriften und Siegel des OTO nutzen würde, die auf ihn zurückzuführen wären. Lewis blieb von diesen Ansprüchen jedoch unbeeindruckt, da er wusste, dass Crowley kein rechtmäßiges Mitglied des OTO mehr war und ignorierte sie.